# Pipriac
Pipriac (bretonsko Presperieg) je naselje in občina v severozahodnem francoskem departmaju Ille-et-Vilaine regije Bretanje. Leta 2008 je naselje imelo 3.457 prebivalcev.

## Geografija
Naselje leži v pokrajini Bretaniji ob reki Canut, 43 km jugozahodno od Rennesa.

## Uprava
Pipriac je sedež istoimenskega kantona, v katerega so poleg njegove vključene še občine Bruc-sur-Aff, Guipry, Lieuron, Lohéac, Saint-Ganton, Saint-Just, Saint-Malo-de-Phily in Sixt-sur-Aff z 12.899 prebivalci.
Kanton Pipriac je sestavni del okrožja Redon.

## Zanimivosti
- cerkev sv. Nikolaja;